# Rząd Aleksandrasa Abišali
Rząd Aleksandrasa Abišali – czwarty rząd Republiki Litewskiej od ogłoszenia niepodległości w 1990.
Funkcjonował od 21 lipca 1992 do 17 grudnia 1992.

## Skład rządu
- premier: Aleksandras Abišala
- wicepremier: Bronislovas Lubys
- minister budownictwa: Algimantas Nasvytis
- minister energetyki: Leonas Ašmantas
- minister finansów: Audrius Misevičius
- minister gospodarki: Albertas Šimėnas
- minister handlu i zasobów naturalnych: Romualdas Ramoška (p.o.)
- minister kultury i edukacji: Darius Kuolys
- minister leśnictwa: Jonas Klimas
- minister łączności i technologii informacyjnych: Gintautas Žintelis
- minister obrony: Audrius Butkevičius
- minister ochrony socjalnej: Teodoras Medaiskis
- minister rolnictwa: Rimvydas Survila
- minister spraw wewnętrznych: Petras Valiukas
- minister spraw zagranicznych: Algirdas Saudargas
- minister sprawiedliwości: Zenonas Juknevičius (p.o.)
- minister transportu: Jonas Biržiškis
- minister współpracy gospodarczej z zagranicą: Vytenis Aleškaitis
- minister zdrowia: Juozas Olekas
- minister bez teki: Leonas Kadžiulis
- minister bez teki: Stasys Kropas
- minister bez teki: Gediminas Šerkšnys